# مادانیگ
مادانیگ (به لاتین: Madang) یک منطقهٔ مسکونی در برونئی است که در Berakas 'B' واقع شده‌است.